# Arde Bogotá
Arde Bogotá es un grupo musical de rock alternativo español formado en Cartagena, Región de Murcia, en 2017. Está integrado por Antonio García, Dani Sánchez, Pepe Esteban y José Ángel Mercader.
Su música ha sido definida como de una cuidada producción y potentes intensidades sonoras, con unas letras a menudo incisivas y de una gran carga de fuerza y sentimiento. Entre sus influencias se suelen destacar bandas como Arctic Monkeys, Foo Fighters o Héroes del Silencio. Su desempeño en directo se consolidó como un aspecto fundamental en el progreso de la banda, apoyado en su presencia en numerosos festivales.
Su segundo álbum de estudio, Cowboys de la A3, publicado en 2023, entró directamente en el n.º 3 de las listas de ventas en España. Ese mismo año fueron nominados a dos premios en los Grammy Latinos 2023, en las categorías de Mejor Álbum de Rock y Mejor Canción de Rock, y galardonados con el Premio Ondas al Fenómeno Musical del Año.

## Historia

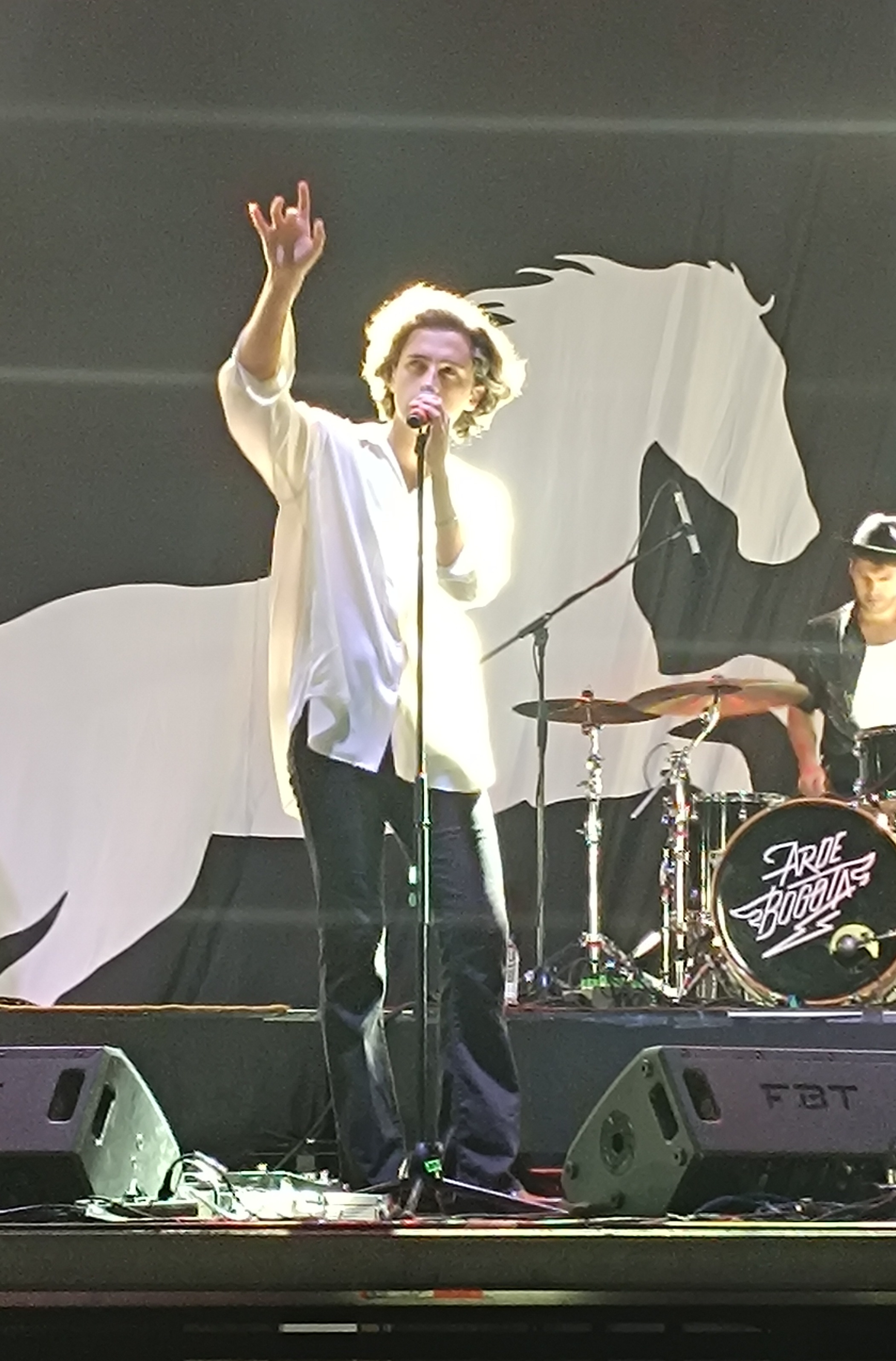
El cantante Antonio García (Cartagena, 1995) durante un concierto en Toro en el verano de 2023.

### Inicios:La noche
La banda se formó en verano de 2017, cuando Dani Sánchez, Pepe Esteban y José Ángel Mercader estaban buscando un cantante para su grupo; un día, a Sánchez le presentaron a Antonio García en Murcia, con quien empezó a hablar del rock y de influencias comunes como Foo Fighters o Arctic Monkeys, que no contaban con homólogos en el rock español. Sánchez le propuso a García enviarle un tema cantado, el cual presentó al resto del grupo. Después de realizar juntos un tema en un local de ensayo, se dieron cuenta de que encajaban. El nombre de Arde Bogotá proviene de que fue en la ciudad colombiana de Bogotá donde los amigos de García escucharon por primera vez una maqueta de la banda, más concretamente la del tema «Antiaéreo»; dicha canción fue autopublicada por el grupo en junio de 2019 como su sencillo debut. En febrero de 2020, la banda fue fichada por Sony.
En marzo de 2020, Arde Bogotá lanzó su primer sencillo con Sony, «Big Bang». Tanto «Big Bang» como «Antiaéreo» formaron parte de su primer EP, El tiempo y la actitud, editado en junio de ese año. En marzo de 2020, coincidiendo con el estreno de sus primeros sencillos y el confinamiento por la pandemia del coronavirus, el grupo empezó a trabajar en su primer álbum de estudio, cuyo primer sencillo, «Abajo», se lanzó en octubre. El álbum completo, titulado La noche, fue lanzado en mayo de 2021. En otoño de 2021, la banda lanzó por sorpresa una versión de la rumba «Mi carro» de Manolo Escobar.

### Consolidación:Cowboys de la A3
En enero de 2023, la banda publicó «Los perros», que sería el primer sencillo de su segundo disco de estudio. El grupo presentó dicho disco como una historia de varias partes, de la cual «Los perros» era el primer capítulo, y que el resto de los videoclips del álbum completarían la historia. El disco, titulado Cowboys de la A3, fue lanzado en mayo de 2023, y entró directamente en el n.º 3 de las listas de ventas en España. Durante el verano, la banda mostró su directo por los principales festivales del país, incluyendo el Bilbao BBK Live, Jazzaldia, Sonorama Ribera y Festival Gigante, consolidándose como uno de los grupos más importantes de este tipo de eventos en España. Además, consiguieron el hito de agotar en cuatro horas las entradas para tres conciertos consecutivos en la sala madrileña La Riviera los días 9, 10 y 11 de noviembre.
El 19 de septiembre se informó que el grupo era candidato a dos premios en los Grammy Latinos 2023, en las categorías de Mejor Álbum de Rock con Cowboys de la A3 y Mejor Canción de Rock con «Los perros». Además, el 18 de octubre fue confirmado que habían sido galardonados con el Premio Ondas al Fenómeno Musical del Año. El 12 de diciembre de 2023 el álbum fue certificado con el primer disco de oro de la banda.
2024 comenzó con una minigira de festivales por Uruguay y Argentina y el anuncio de que el grupo estaba nominado en nueve categorías en la primera edición de los Premios de la Academia de Música, donde lograron seis premios. El 10 de abril se lanzó una versión de «La salvación», uno de los temas más aclamados del disco, junto a Enrique Bunbury. En un comunicado, la banda hizo público que esta colaboración era para ellos «un sueño cumplido».
Tras participar en algunos de los principales festivales veraniegos, la banda anunció que ponía fin a la gira con conciertos en noviembre en el Palacio de los Deportes de Murcia y en diciembre en el WiZink Center de Madrid y el Sant Jordi Club de Barcelona, para todos los cuales agotaron las entradas al poco tiempo de salir a la venta.

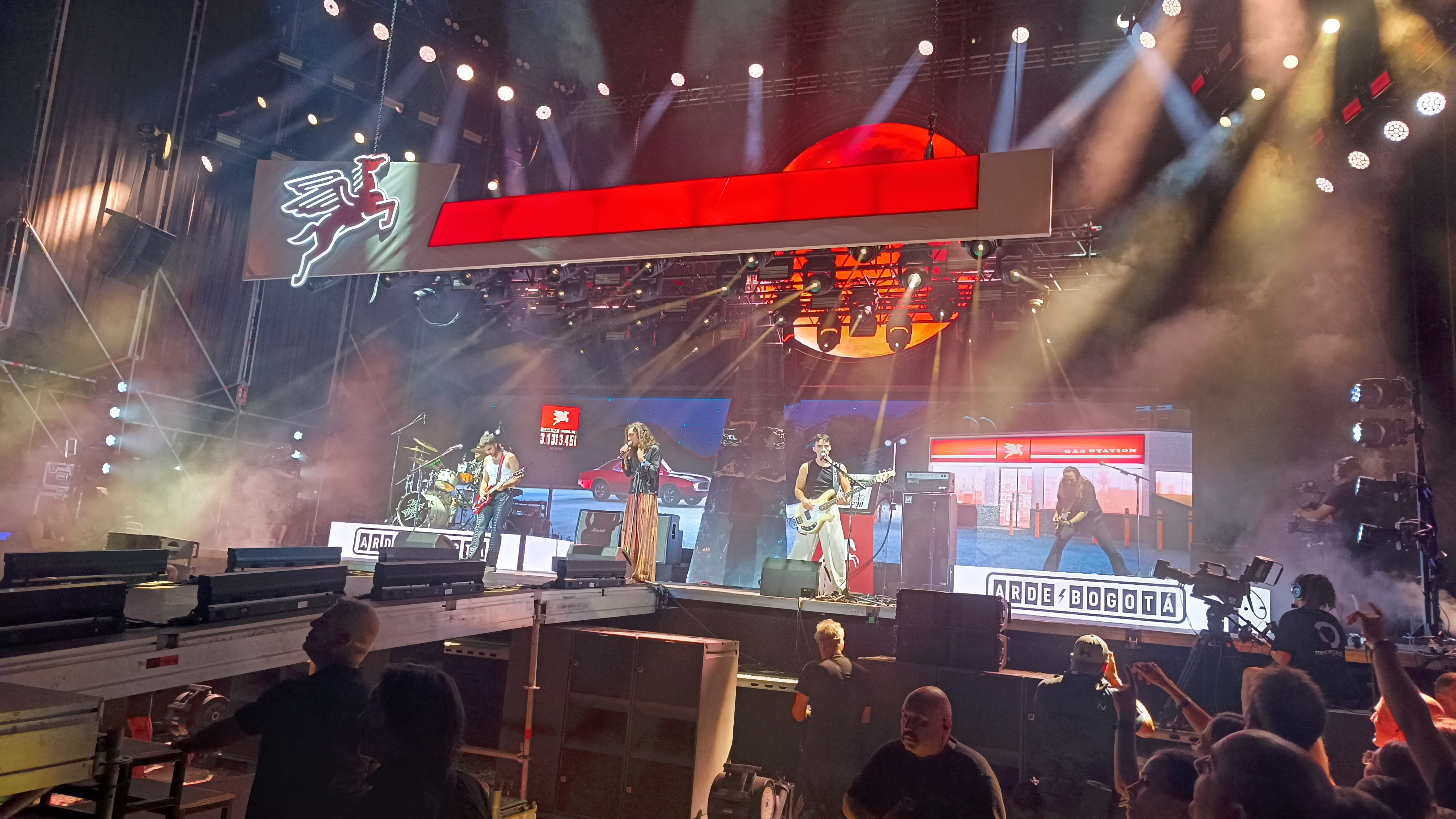
Actuación el 9 de agosto durante el festival Sonorama 2025 con el show Eclipse.

Durante 2025, el grupo compaginó la composición de su nuevo álbum con una gira de festivales por Latinoamérica que incluyó su participación en Lollapalooza Argentina, Lollapalooza Chile 2025 y Pa'l Norte 2025 además de su  presentación en Estados Unidos en la sala The Echo de Los Ángeles el 2 de abril. Después, continuaron con la gira española presentando el espectáculo Eclipse, que recorrió las ciudades de Cartagena, La Coruña, Valencia, Santander, Palma de Mallorca y Sevilla. El show también fue incluido en los festivales Mad Cool y Sonorama 2025, donde fue considerada una de las actuaciones más impactantes de la historia del festival.

## Miembros
- Antonio García: voz y guitarra[7]
- Dani Sánchez: guitarra[7]
- Pepe Esteban: bajo[7]
- José Ángel Mercader: batería y percusión[7]

Otros
- Pedro Quesada: guitarra de apoyo en directo

## Discografía

### Álbumes de estudio
| Año  | Título           | Posición en listas | Detalles |
| Año  | Título           | ESP                | Detalles |
| ---- | ---------------- | ------------------ | --- |
| 2021 | La noche         | 22                 | - Lanzamiento: 7 de mayo de 2021 - Discográfica: Sony Music Entertainment España - PROMUSICAE: Disco de Oro      |
| 2023 | Cowboys de la A3 | 3                  | - Lanzamiento: 12 de mayo de 2023 - Discográfica: Sony Music Entertainment España - PROMUSICAE: Disco de Platino |

### EPs
| Año  | Título                 | Posición en listas | Detalles                                                                           |
| Año  | Título                 | ESP                | Detalles                                                                           |
| ---- | ---------------------- | ------------------ | ---------------------------------------------------------------------------------- |
| 2020 | El tiempo y la actitud | 16                 | - Lanzamiento: 12 de junio de 2020 - Discográfica: Sony Music Entertainment España |

### Sencillos
| Año  | Canción                                     | Posición en listas | Certificaciones                | Álbum                  |
| Año  | Canción                                     | ESP                | Certificaciones                | Álbum                  |
| ---- | ------------------------------------------- | ------------------ | ------------------------------ | ---------------------- |
| 2019 | «Antiaéreo»                                 | —                  | - PROMUSICAE: Disco de Platino | El tiempo y la actitud |
| 2020 | «Big Bang»                                  | —                  | —                              | El tiempo y la actitud |
| 2020 | «Quiero casarme contigo»                    | —                  | —                              | El tiempo y la actitud |
| 2020 | «Abajo»                                     | —                  | - PROMUSICAE: Disco de Oro     | La noche               |
| 2021 | «Millennial»                                | —                  | —                              | La noche               |
| 2021 | «Cariño»                                    | —                  | - PROMUSICAE: Disco de Oro     | La noche               |
| 2021 | «Mi carro»                                  | —                  | —                              | Sencillos sin álbum    |
| 2022 | «Sin vergüenza» (con Dani Fernández)        | —                  | —                              | Sencillos sin álbum    |
| 2023 | «Los perros»                                | 95                 | - PROMUSICAE: Disco de Platino | Cowboys de la A3       |
| 2023 | «Cowboys de la A3»                          | —                  | —                              | Cowboys de la A3       |
| 2023 | «Qué vida tan dura»                         | —                  | - PROMUSICAE: Disco de Oro     | Cowboys de la A3       |
| 2023 | «Los perros (Andrés Campo & K-Style Remix)» | —                  | —                              | Sencillos sin álbum    |
| 2024 | «La salvación» (con Enrique Bunbury)        | 51                 | - PROMUSICAE: Disco de Platino | Sencillos sin álbum    |
| 2024 | «La Torre Picasso»                          | 35                 | —                              | Sencillos sin álbum    |
| 2024 | «Flores de venganza»                        | —                  | —                              | Sencillos sin álbum    |

#### Como artista invitado
| Año  | Canción                                            | Posición en listas | Certificaciones | Álbum                |
| Año  | Canción                                            | ESP                | Certificaciones | Álbum                |
| ---- | -------------------------------------------------- | ------------------ | --------------- | -------------------- |
| 2021 | «La isla del deseo»(Comandante Twin y Arde Bogotá) | —                  | —               | Sangrar a borbotones |
| 2023 | «El temblor»(Dorian y Arde Bogotá)                 | —                  | —               | Una noche en la vida |
| 2024 | «De vuelta a casa»(Enrique Bunbury y Arde Bogotá)  | —                  | —               | Sencillo sin álbum   |

### Videoclips
| Año  | Canción                                | Director/Realizador | Ref    |
| ---- | -------------------------------------- | ------------------- | ------ |
| 2020 | «Big Bang»                             | Ander Shinova       | [ 54 ] |
| 2020 | «Quiero casarme contigo» (Lyric Video) | Emilio Lorente      | [ 57 ] |
| 2020 | «Antiaéreo» (Lyric Video)              | Emilio Lorente      | [ 58 ] |
| 2020 | «Abajo»                                | David Valdemoro     | [ 61 ] |
| 2021 | «Millennial» (Lyric Video)             | David Valdemoro     | [ 62 ] |
| 2021 | «Cariño»                               | Mario Arenas        | [ 63 ] |
| 2021 | «Dangerous»                            | Dayan Romero        | [ 64 ] |
| 2022 | «Sin vergüenza» (con Dani Fernández)   | Mario Arenas        | [ 65 ] |
| 2023 | «Los perros»                           | Óscar Noriega       | [ 66 ] |
| 2023 | «Cowboys de la A3»                     | Óscar Noriega       | [ 67 ] |
| 2023 | «Qué vida tan dura»                    | Smart Factory World | [ 68 ] |
| 2023 | «La salvación»                         | Óscar Noriega       | [ 69 ] |
| 2024 | «La Torre Picasso»                     | Aitor Guerrero      | [ 70 ] |
| 2024 | «Flores de venganza»                   | Enrique Torralbo    | [ 71 ] |

## Premios y nominaciones
| Año  | Premio                                                              | Categoría                       | Nominación                          | Resultado |
| ---- | ------------------------------------------------------------------- | ------------------------------- | ----------------------------------- | --------- |
| 2021 | Premios Odeón 2021                                                  | Artista Revelación Rock         | Arde Bogotá                         | Nominado  |
| 2022 | Premios Odeón 2022                                                  | Artista Revelación Rock         | Arde Bogotá                         | Nominado  |
| 2023 | Premios Grammy Latinos 2023                                         | Mejor Álbum de Rock             | Cowboys de la A3                    | Nominado  |
| 2023 | Premios Grammy Latinos 2023                                         | Mejor Canción de Rock           | «Los perros»                        | Nominado  |
| 2023 | Premios Ondas 2023                                                  | Fenómeno Musical del Año        | Arde Bogotá                         | Ganador   |
| 2024 | Premios Odeón 2024                                                  | Artista Revelación Rock         | Arde Bogotá                         | Ganador   |
| 2024 | Premios Odeón 2024                                                  | Mejor Canción de Rock           | «Los perros»                        | Ganador   |
| 2024 | Premios de la Academia de Música 2024                               | Artista del Año                 | Arde Bogotá                         | Ganador   |
| 2024 | Premios de la Academia de Música 2024                               | Álbum del Año                   | Cowboys de la A3                    | Ganador   |
| 2024 | Premios de la Academia de Música 2024                               | Canción del Año                 | «Los perros»                        | Ganador   |
| 2024 | Premios de la Academia de Música 2024                               | Mejor Nuevo Artista             | Arde Bogotá                         | Ganador   |
| 2024 | Premios de la Academia de Música 2024                               | Compositor del Año              | Arde Bogotá por «La salvación»      | Nominado  |
| 2024 | Premios de la Academia de Música 2024                               | Mejor Gira                      | Cowboys de la A3                    | Nominado  |
| 2024 | Premios de la Academia de Música 2024                               | Mejor Álbum de Rock             | Cowboys de la A3                    | Ganador   |
| 2024 | Premios de la Academia de Música 2024                               | Mejor Canción de Rock           | «Los perros»                        | Ganador   |
| 2024 | Premios de la Academia de Música 2024                               | Mejor Canción de Pop/Rock       | «La salvación»                      | Nominado  |
| 2025 | Premios de la Academia de Música 2025                               | Mejor Gira                      | Cowboys de la A3 - Fin de Gira 2024 | Nominado  |
| 2025 | Castillete de Oro del Festival Internacional del Cante de las Minas | Defensa y difusión del flamenco | Arde Bogotá                         | Ganador   |